# Bysjön, Medelpad
Bysjön är en sjö i Sundsvalls kommun i Medelpad och ingår i Ljungans huvudavrinningsområde. Sjön har en area på 0,596 kvadratkilometer och ligger 129,8 meter över havet. Sjön avvattnas av vattendraget Bysjöån.

## Delavrinningsområde
Bysjön ingår i det delavrinningsområde (690126-156340) som SMHI kallar för Utloppet av Bysjön. Medelhöjden är 164 meter över havet och ytan är 5,86 kvadratkilometer. Räknas de 3 avrinningsområdena uppströms in blir den ackumulerade arean 19,58 kvadratkilometer. Bysjöån som avvattnar avrinningsområdet har biflödesordning 3, vilket innebär att vattnet flödar genom totalt 3 vattendrag innan det når havet efter 43 kilometer. Avrinningsområdet består mestadels av skog (83 procent). Avrinningsområdet har 0,59 kvadratkilometer vattenytor vilket ger det en sjöprocent på 10,1 procent.